# Bremer Denkmale
Die Bremer Denkmale der Freien Hansestadt Bremen (Land) werden vom Landesamt für Denkmalpflege Bremen erfasst, in der Landesdenkmalliste registriert und seit 2004 in der Denkmaldatenbank in Wort und Bild vorgestellt. Die Denkmalliste enthält von zurzeit (2020) rund 1850 Kulturdenkmale als Grunddaten für jedes Denkmal die amtlichen Adressen, Informationen zur ursprünglichen Bezeichnung des Objektes, Angaben über den Zeitpunkt seiner Entstehung sowie die wichtigsten denkmalswerten Umbauphasen. Die Denkmalliste ist eine offene Liste; immer wieder kommen neue Denkmale hinzu.

## Denkmalpflege in Bremen

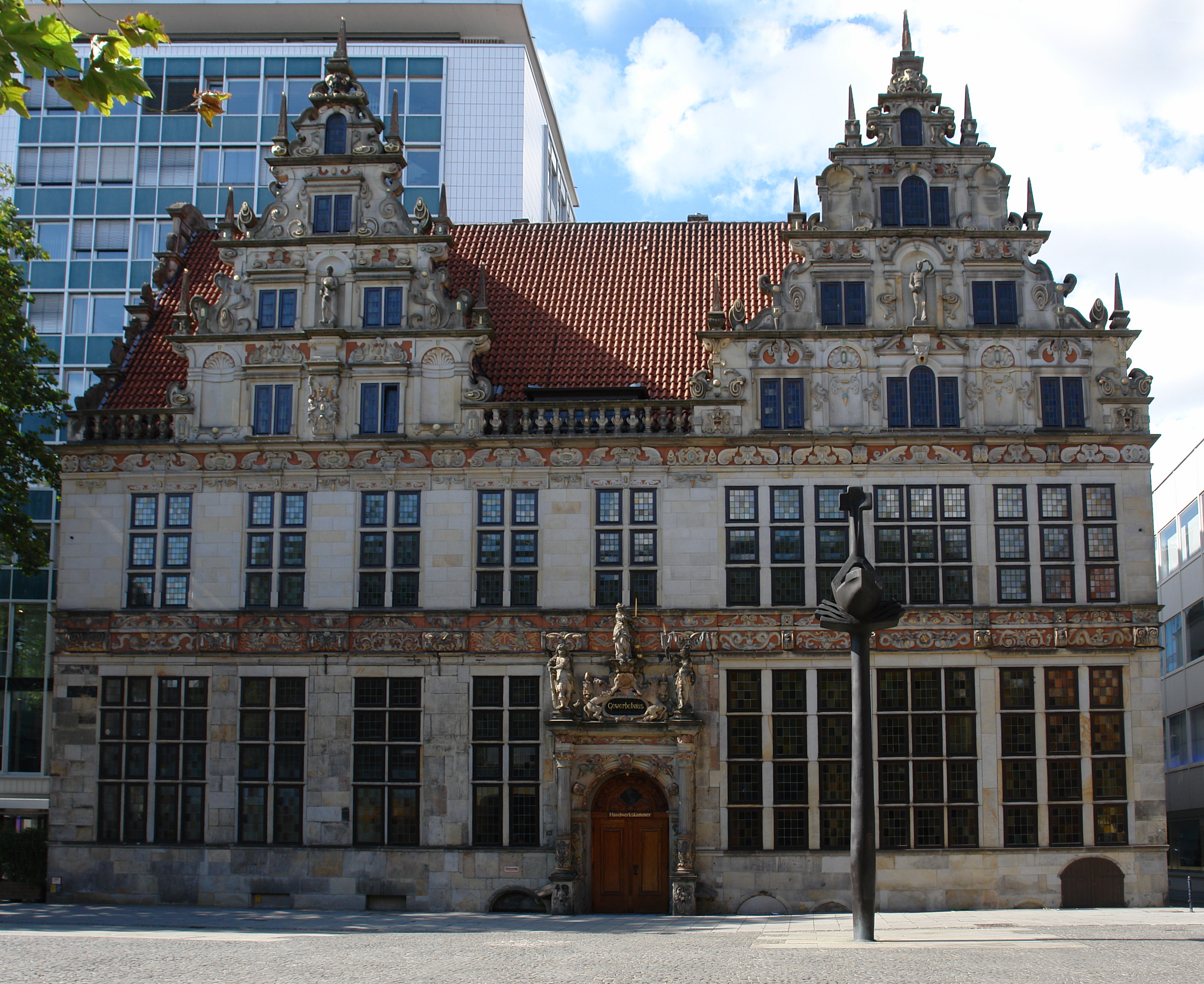
Gewerbehaus

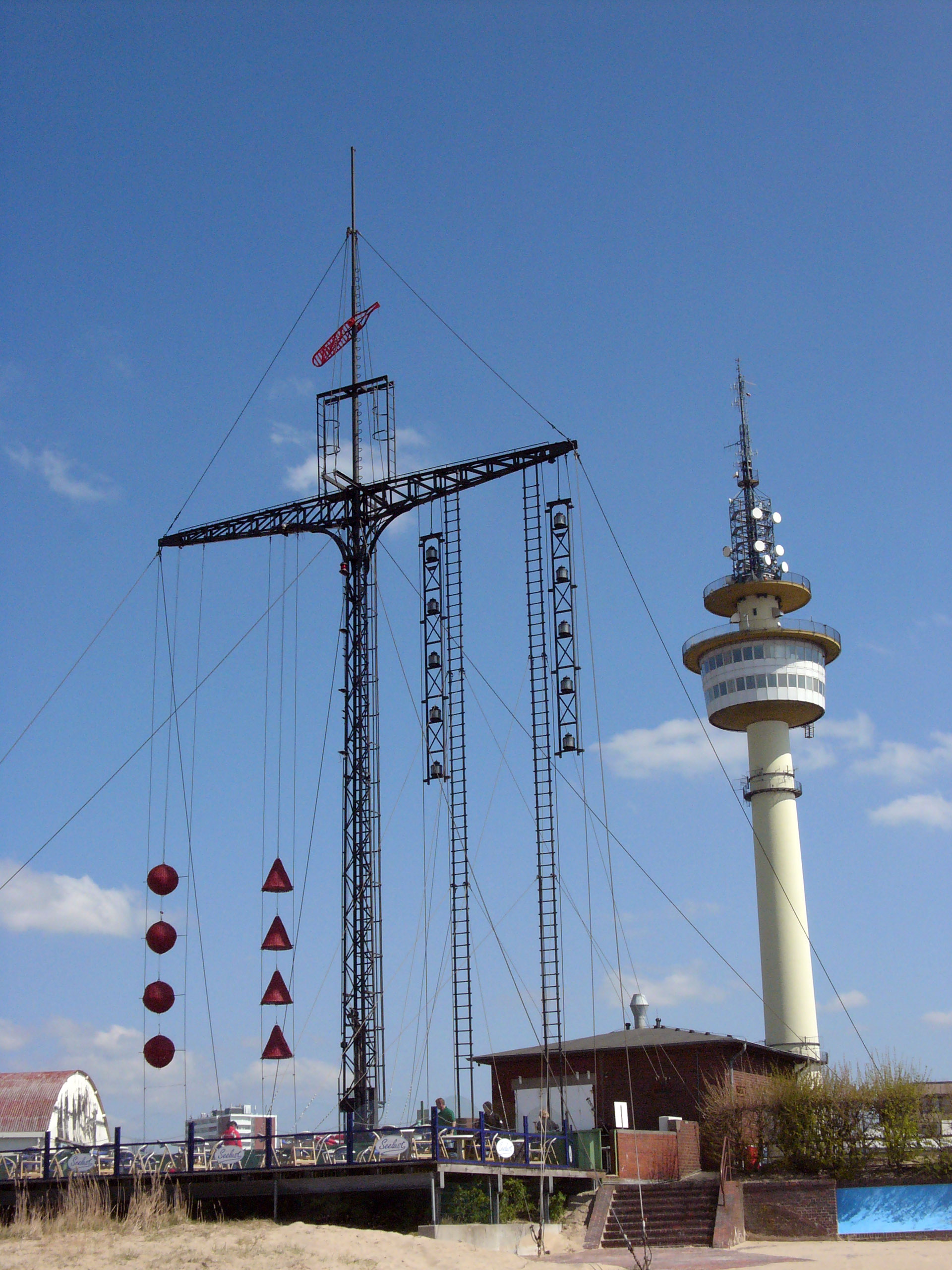
Wasserstandsanzeiger Bremerhaven

Mit der staatlichen Denkmalpflege in Bremen wurde erst gegen Ende des 19. Jahrhunderts begonnen, 1892 durch Berufung einer Kommission. Der erste Konservator wurde 1933 benannt. Von 1945 bis 1971 gab es ein städtisches Amt für Denkmalpflege. Ein eigenes Landesamt für Denkmalpflege Bremen als Behörde mit einem Landeskonservator entstand erst 1971.
Nach dem Bremer Denkmalschutzgesetz sollen im öffentlichen Interesse „… Kulturdenkmäler wissenschaftlich erforscht, gepflegt, geschützt und erhalten“ werden, als wichtige Sachzeugnisse und identitätsstiftende Teile unserer von Menschenhand gestalteten und historisch gewachsenen Umwelt. sind. Das Landesamt schreibt dazu: „Sie sind erlebbare materialisierte Dokumente vergangener Zustände und Epochen, und sie halten als kollektives Gedächtnis die Erinnerung an die Vielfalt sozialer Lebensgestaltungen, künstlerischer Vorstellungen oder technischer und wirtschaftlicher Möglichkeiten mit authentischem materiellem Substrat wach.“
In Bremen wurde von der Bürgerschaft das erste Denkmalschutzgesetz 1909 erlassen und die erste Denkmalliste 1917 beschlossen. Bis zum Zweiten Weltkrieg erfolgten sechs weitere Einträge. Außer Verlusten durch den Zweiten Weltkrieg gab es Streichungen erhaltener Gebäude in der Nachkriegszeit. Die Liste von 1973 berücksichtigte in wesentlich größerem Maße neuzeitliche Bauten und wurde seitdem kontinuierlich erweitert.

In Bremerhaven wurden Gebäude seit 1976 – zunächst nur zögerlich – in die Denkmalliste eingetragen. Seit 2000 nahm die Zahl der Eintragungen erheblich zu.
2010 wurde erstmals unter der Schirmherrschaft des Präsidenten des Senats der Bremer Denkmalpflegepreis verliehen.

## Listen der Denkmäler im Land Bremen

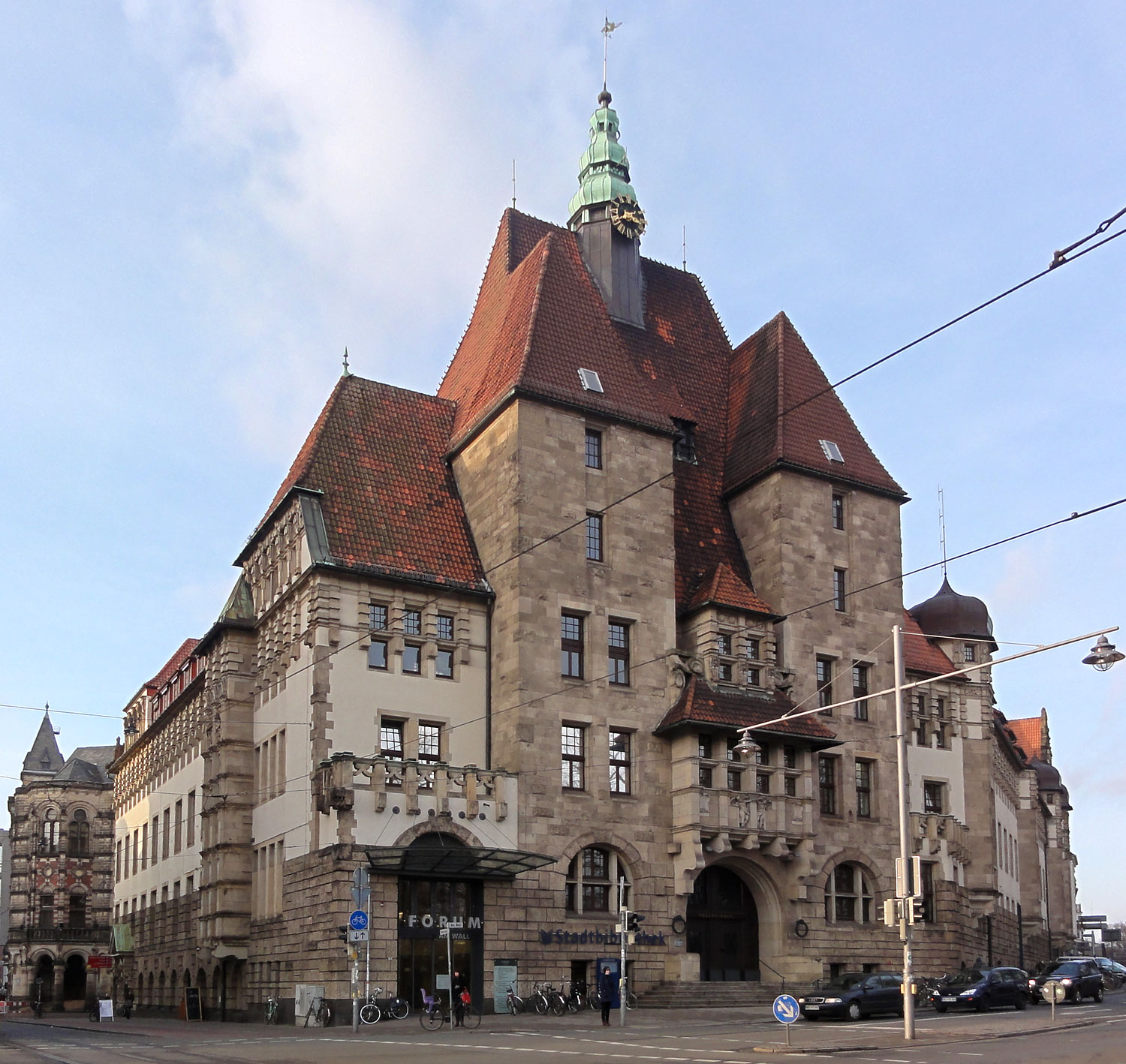
Polizeihaus

### Bremen
- Listen der Kulturdenkmäler: Es gibt in Bremen rund 1800 Kulturdenkmäler. Das sind zumeist Gebäude (Wohn- und Geschäftshäuser, Kirchen, Schulen, Kulturbauten etc.) und Gebäudeensembles aber auch Parks, Tore oder Portale, Mauern, Standbilder, Plastiken, Reliefs oder Brunnen sowie Wappen. Sie sind zu finden in den Listen für die jeweiligen 22 Stadt- und Ortsteile als Verwaltungseinheiten in Bremen. Grundlage ist die Landesdenkmalliste.
- Liste der Denkmale und Standbilder der Stadt Bremen: In dieser Liste sind Denkmale, ungeachtet ob sie in den Denkmallisten erfasst wurden, als Statuen, Standbilder, Ehrenmale und Skulpturen von Bremen enthalten.
- Liste der Frauendenkmäler in der Freien Hansestadt Bremen
- Liste der Brunnen der Stadt Bremen: Brunnen sind zumeist keine Denkmale. Sie sind in dieser Liste zusammengefasst.

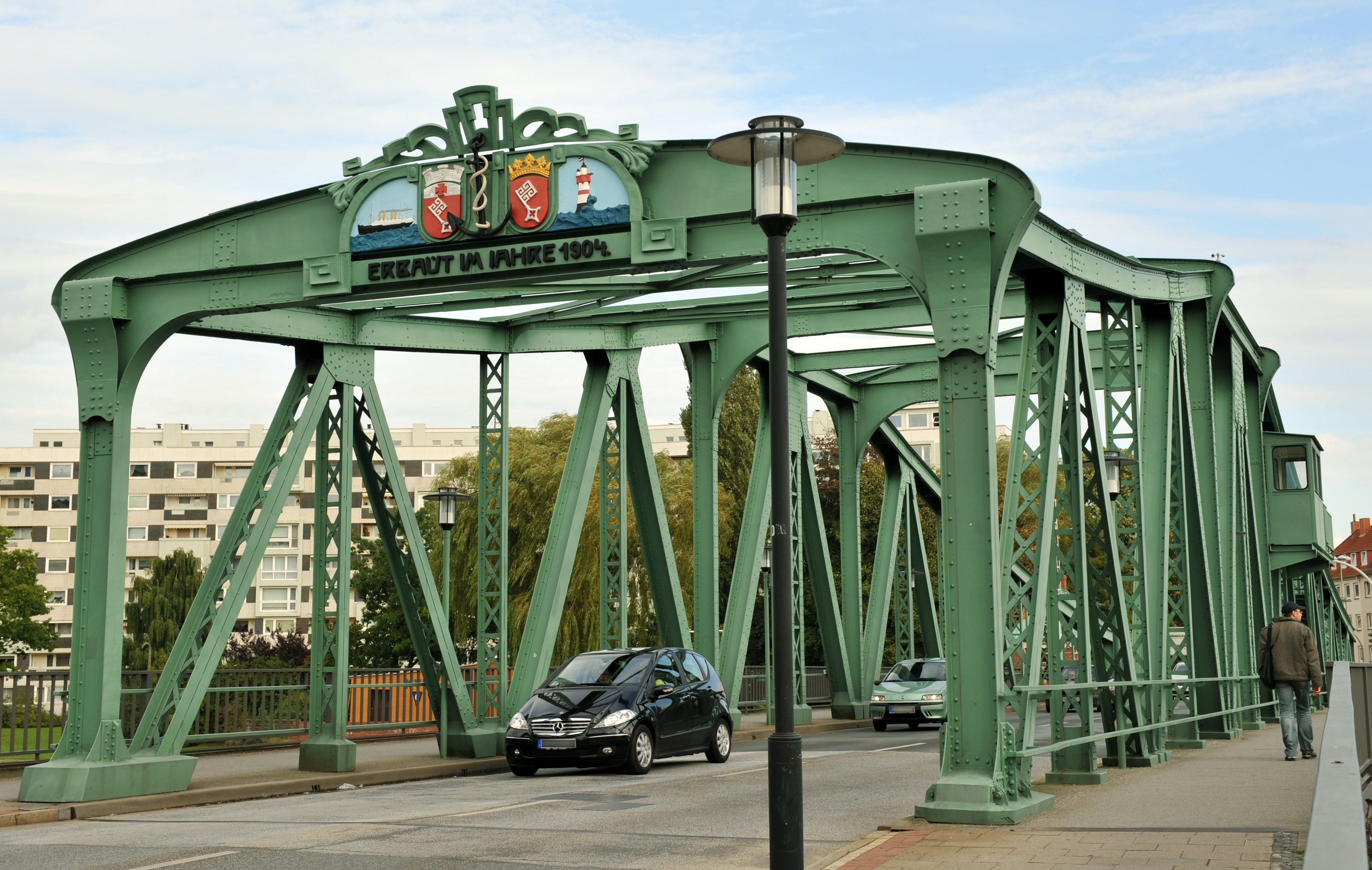
Geestebrücke

### Bremerhaven
- Liste der Kulturdenkmäler in Bremerhaven: Die rund 190 Kulturdenkmäler (siehe dazu auch oben bei Bremen) in Bremerhaven sind in dieser Liste enthalten und nach den sieben Ortsteilen gegliedert. Grundlage ist die Landesdenkmalliste.
- Liste der Denkmale und Standbilder der Stadt Bremerhaven: In dieser Liste sind Denkmale, ungeachtet ob sie in den Denkmallisten erfasst wurden, als Statuen, Standbilder, Ehrenmale und Skulpturen von Bremerhaven enthalten.
- Liste der Brunnen der Stadt Bremerhaven: In dieser unvollständigen Liste sind Brunnen, ungeachtet ob sie in den Denkmallisten erfasst wurden.